# Jawornicka Kopa

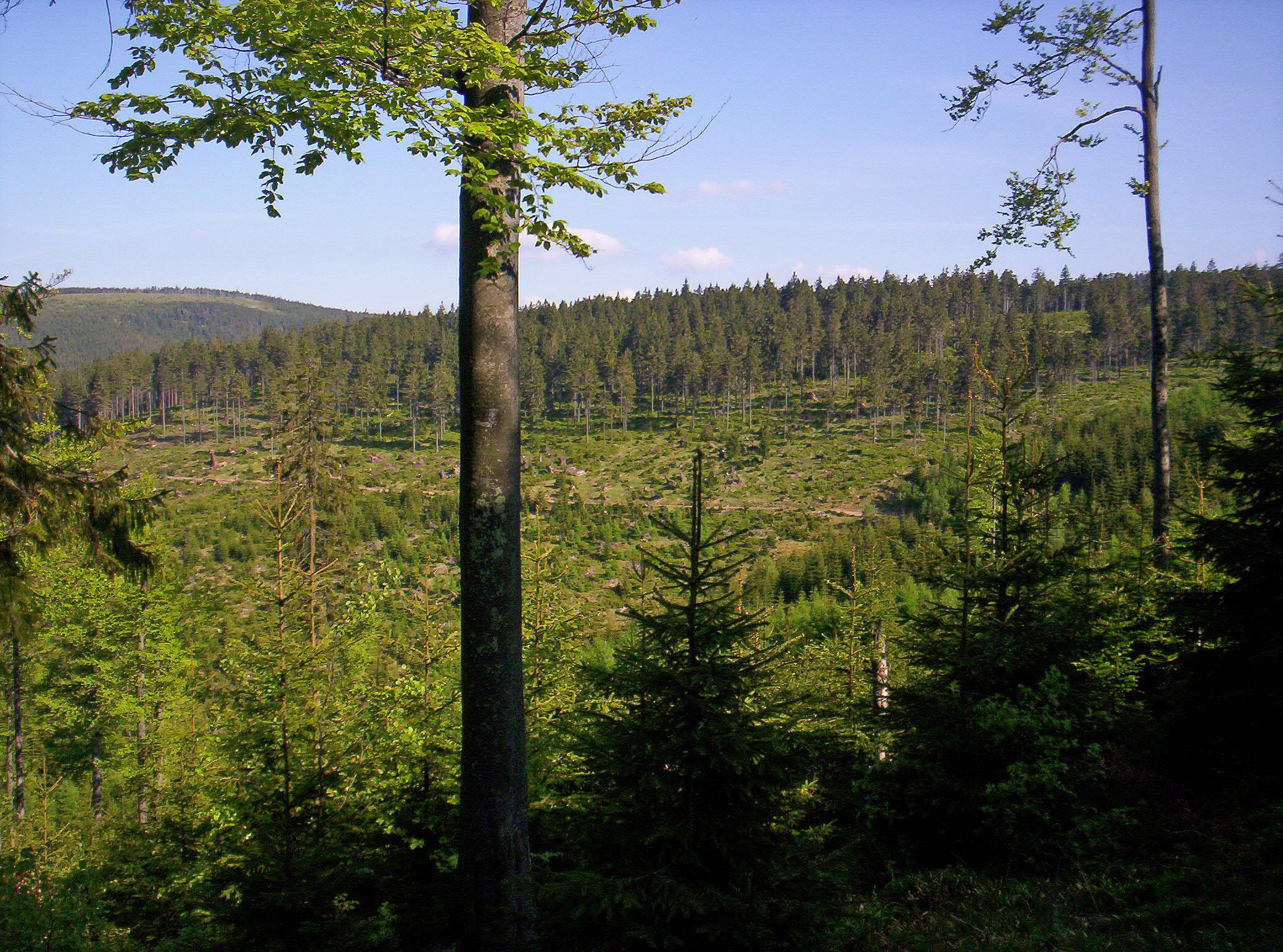
Zbocze Stęporzyny na Jawornickiej Kopie. W głębi z lewej Rudawiec

Jawornicka Kopa – szczyt w południowej części Gór Bialskich (1052 m n.p.m.). Według regionalizacji fizycznogeograficznej Polski J. Kondrackiego znajduje się w Gór Złotych (332.61).

## Położenie, geologia i przyroda
Jest boczną, północno-zachodnią, spłaszczoną kulminacją rozległej wierzchowiny masywu Orlika (1068 m n.p.m.). W kierunku północnym opada łagodnie poprzez zbocze grzbietu o nazwie Stęporzyna do Przełęczy Suchej (1002 m n.p.m.). W kierunku północno-wschodnim opada stromo do Starojawornickiego Dołu i doliny Bielawka oraz przez Kłodniczy Parów do doliny potoku płynącego wzdłuż Czarnego Duktu. Na zachodzie opada stromo Jaworowym Stokiem do Drogi Marianny, która oddziela Jawornicką Kopę od masywu Suchej Kopy (1055 m n.p.m.). Na południowym zachodzie od Jawornickiej Kopy i masywu Orlika odchodzi ramię Średniaka (995 m n.p.m.).
Jawornicka Kopa zbudowana jest z gnejsów. Jest porośnięta kompleksem lasów świerkowych regla dolnego. Na północnych zboczach las został zniszczony w wyniku klęski ekologicznej, obecnie porasta je młodnik.

## Turystyka
Przez zbocza Jawornickiej Kopy przechodzą szlaki turystyczne i drogi:
- – szlak turystyczny niebieski, międzynarodowy szlak turystyczny Atlantyk – Morze Czarne E3 z Nowej Morawy do Starego Gierałtowa, prowadzący Drogą Marianny przez Przełęcz Suchą[1],
- – szlak rowerowy niebieski ze Schroniska PTTK "Na Śnieżniku" do Przełęczy Gierałtowskiej, prowadzący Drogą Marianny
- – czerwony szlak rowerowy z Przełęczy Dział do Bielic przechodzący Duktem Nad Spławami.
- Na szczyt Jawornickiej Kopy prowadzi leśna droga z Przełęczy Suchej.
- Północne zbocza Jawornickiej Kopy trawersuje na wysokości ok. 1000 m n.p.m., pokryty częściowo asfaltem Dukt nad Spławami, prowadzący przez Puszczę Jaworową w rejon Postawnej[1].